# Marlena Shaw
Marlena Shaw é o nome artístico da cantora Marlina Burgess (New Rochelle, 22 de setembro de 1942 – 19 de janeiro de 2024) Shaw foi descoberta pela Chess Records em 1966. Lançou seus dois primeiros álbuns pela subsidiária da Chess, a Cadet Records. Foi contratada pela Blue Note Records em 1972 e foi sua principal artista feminina. Também gravou um dos maiores sucessos da era disco – um releitura de "Touch Me In The Morning" pela Columbia Records.  Shaw ainda se apresenta e grava. Em 2001 e em 2007 Marlena Shaw foi uma das atrações do North Sea Jazz Festival na Holanda.

## Discografia selecionada

### Cadet
- Out of Different Bags (1967)
- Spice of Life (1969)

### Blue Note
- Marlena (1972)
- Live At Montreux (1973)
- Who is This Bitch, Anyway? (1974)
- Just a Matter of Time (1976)

### Columbia
- Sweet Beginnings (1977)
- Acting Up (1978)
- Take A Bite (1980)

### South Bay
- Let Me In Your Life (1982)

### Verve
- It Is Love (1986)
- Love Is In Flight (1988)

### Concord Jazz
- Dangerous (1996)
- Elemental Soul (1997)

### Soul Brother Records
- Anthology (2000)